# 일본 제국 헌법

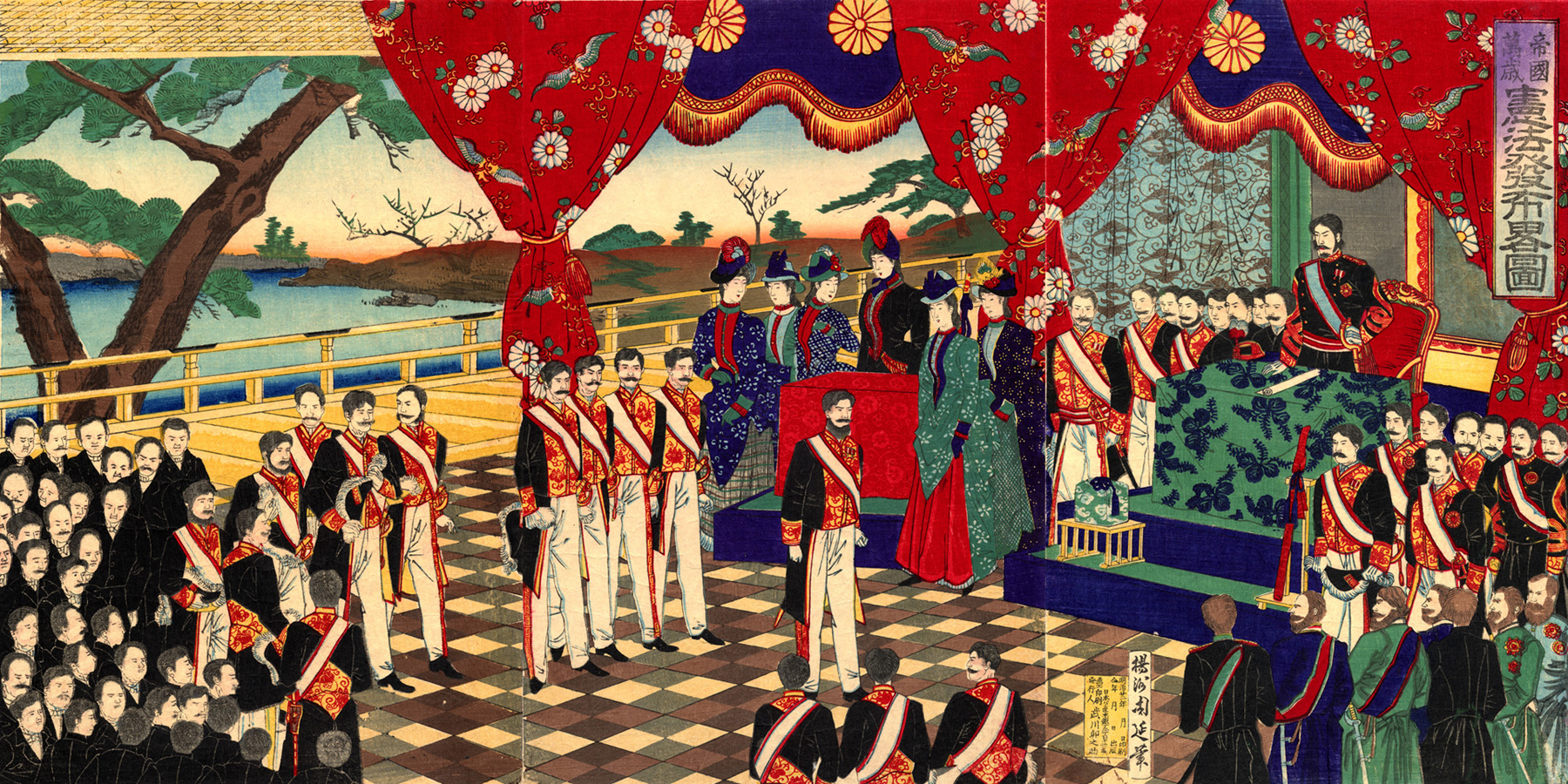
1889년(메이지 22년) 헌법반포약도

일본 제국 헌법(일본어: 日本帝国憲法 닛폰테코쿠켄포[*]), 정식 명칭 대일본제국 헌법(일본어: 大日本帝国憲法 다이닛폰테코쿠켄포[*])은 1889년 2월 11일 공포해서 1890년 11월 29일에 시행한 근대 입헌주의에 기초한 일본 제국의 헌법이다. 줄여서 제국 헌법(帝國憲法) 또는 공포 당시 메이지 천황의 연호를 딴 메이지 헌법으로 불리는 예 많다. 지금 일본국 헌법과 대비해 구헌법(舊憲法)이라고 부르기도 한다.
헌법 발포 칙어에서 "불마(불멸)의 대전"(不磨ノ大典)이라고 명시했기 때문인지 일본국 헌법으로 개정할 때까지 한번도 수정이나 개정하지 않았다. 또한 청나라의 흠정헌법대강에도 영향을 주었다.

## 제정 과정
1882년 3월, 참의 이토 히로부미는 정부의 명을 받아 유럽으로 건너가 독일계 입헌주의에 대해 조사를 시작했다. 이토는 베를린 대학교의 루돌프 폰 그나이스트와 빈 대학교의 로렌츠 폰 슈타인에게 수학하고, 군주권이 강력한 독일·프로이센 헌법을 일본에 가장 적합한 체제로 보았다. 1883년에 귀국한 이토는 이노우에 고와시에게 헌법 초안을 기초하라고 명하고, 헌법조사국을 설치하는 등 헌법 제정을 준비하기 시작했다.
1885년에는 태정관을 대신해 내각 제도가 창설되어 이토 히로부미가 초대 내각총리대신으로 취임했다. 이후에도 헌법 제정은 조금씩 진척되었으며, 독일인 법률 고문 헤르만 뢰슬러의 조언을 통해 1887년에 헌법 초안이 완성되었다. 이 초안을 바탕으로 이토와 이노우에, 이토 미요지, 가네코 겐타로 등은 나쓰시마(夏島, 지금의 가나가와현 요코스카시)에 있는 이토 히로부미의 별장에서 헌법안을 검토했다. 이토는 천황의 자문 기관으로 추밀원을 설치하고, 의장이 되어 헌법 초안의 심의를 진행했다. 1889년 1월에 심의는 완료되었다.
1889년 2월 11일 ‘일본 제국 헌법’이 공포되었다. 이 헌법은 일본 천황이 구로다 기요타카 총리대신에게 하사한 흠정헌법의 형태로 발포되었다. 이로써 일본은 터키(오스만 제국)가 오스만 제국 헌법을 제정한 이후 14년 만에 동아시아에서 근대적인 헌법을 가진 입헌국가가 되었다. 또한 황실의 가법인 황실전범도 제정되었다. 이 외에 여러 가지 법령이 함께 제정되었다. 대일본제국 헌법을 통해 제1회 일본 제국의회가 열린 1890년 11월 29일에 시행되었다.

## 제정 이후의 사건
1891년에 일본을 방문한 러시아 제국의 황태자 니콜라이(후의 니콜라이 2세)가 시가현 오쓰시에서 경비중이던 순경 쓰다 산조에 의해 부상을 입었다. 이른바 오쓰 사건이다. 이로 인하여 러시아와의 관계가 악화되는 것을 우려한 정부는 재판부측에 일본의 황족에게 위해를 가한 것과 같다는 의미에서 피고인에게 대역죄를 적용하여 사형을 선고하라고 압력을 가했다. 그러나 대심원장이던 고지마 고레카타는 이 사건에 대하여 법률의 규정대로 일반인에 대한 살인미수죄를 적용하도록 담당 재판관에게 지시했다. 결국 피고인은 무기도형(무기징역)을 선고받았다. 이 사건을 통해 일본은 입헌국가·법치국가로서 법치주의와 사법권의 독립을 확립시켰다는 평가를 받는다. 이 사건은 또한 당시 사법권의 독립이 위태로웠다는 사실을 함께 전하고 있다. 게다가 대심원장이 재판에 개입하였다는 것은 각각의 재판관의 독립이 지켜지지 않았다는 것을 여실히 드러낸 사건이다.
1930년에 런던 해군 군축 조약을 체결한 정부에 대하여 야당과 해군, 우익 단체가 ‘정부에 의한 통수권의 범죄’라고 비난했으며, 당시의 총리 하마구치 오사치는 우익 단원에게 습격당하는 사건이 일어났다. 이른바 통수권 범죄 문제이다. 이후 입헌 정당 정치는 약화되어 갔다.
1935년, 귀족원 의원이던 육군 중장 기쿠치 다케오가 당시의 학계의 통설이던 천황기관설을 국체에 반하는 것이라고 비난하는 연설을 했다. 천황기관설의 주창자이자 귀족원 의원이던 미노베 다쓰키치는 이를 반박했으나, 천황기관설과 자신에 대한 공격은 끊이지 않았다. 결국 미노베는 귀족원 의원직을 사퇴했으며, 정부도 우익과 군부의 반발을 두려워 하여 국체명징성명을 발표하고, 미노베의 저서에 대해 발행금지조치를 취했다. 이른바 천황기관설 사건이다. 이로 인하여 통설이던 천황기관설은 급속히 힘을 잃어갔고, 천황주권설이 대두하였다.

## 일본국 헌법의 제정
1945년, 태평양 전쟁에서 패망한 일본은 포츠담 선언을 수락하여 종전을 맞이했다. 이어 더글러스 맥아더를 사령관으로 하는 GHQ는 대일본제국 헌법의 개정을 요구했고, 정부는 마쓰모토 조지를 위원장으로 하는 헌법문제조사위원회를 구성하여 헌법 개정을 논의하도록 하였다. 이어 마쓰모토 위원회의 안이 심의를 통해 마쓰모토 안(헌법개정요강)으로 총사령부에 제출되었지만, 대일본제국 헌법과 큰 차이를 보이지 않는 마쓰모토 안을 전면적으로 거부한 총사령부는 1946년 2월 13일에 총사령부 초안, 이른바 맥아더 초안을 일본 정부에 제시하였다.
이에 기초하여 일본안(3월 2일안)이 작성되었다. 그 후 일본안을 기초로 하여 헌법개정초안요강(3월 6일안)이 국민에게 공표되었다. 4월 10일에는 제22회 일본 중의원 의원 총선거가 시행되었고, 선거가 끝나자 정부는 4월 17일에 요강을 법문화한 헌법개정초안을 공표하였다. 이어 4월 22일부터 추밀원의 헌법 개정안 심사가 시작되어 6월 8일에 통과되었으며, 6월 20일에 정부는 대일본제국 헌법 73조의 개헌 절차를 밟아 헌법개정안을 중의원에 제출하였다. 중의원에서 약간의 수정을 거쳐 8월 24일에 통과된 개정안은, 이어 귀족원에서도 약간의 수정을 거쳐 10월 6일에 통과되었고, 다음날 중의원은 귀족원의 수정에 동의하여 제국의회에서의 수속은 완료되었다. 개정안은 다시 추밀원의 심의를 거쳐 천황의 재가를 득(得)하였다. 11월 3일, 대일본제국 헌법 개정안은 일본국 헌법으로 공포되었으며, 1947년 5월 3일에 시행되었다.

## 구성
7장 76조로 구성되었다. (제1장 이후 편집자가 붙인 제목)
- 제1장 천황
  - 제1조 대일본제국은 만세일계의 천황이 이를 통치한다.
  - 제2조 황위는 황실전범이 규정하는 바에 따라 황남자손이 이를 계승한다.
  - 제3조 천황은 신성하여 침해하여서는 아니된다.
  - 제4조 천황은 국가의 원수로서 통치권을 총람하고, 이 헌법의 조항에 따라 이를 행한다.
  - 제11조 천황은 육해군을 통수한다.
  - 제13조 천황은 전쟁을 선언하고, 강화하며 제반 조약을 체결한다.
  - 제14조 ① 천황은 계엄을 선포한다.

②계엄의 요건 및 효력은 법률로 정한다.
- 제2장 신민의 권리와 의무
  - 제18조 일본 신민의 요건
  - 제19조 공무담임권
  - 제20조 병역의 의무
  - 제21조 납세의 의무
  - 제22조 거주 이전의 자유
  - 제23조 신체의 자유
  - 제24조 재판을 받을 권리
  - 제25조 주거 안전의 자유
  - 제26조 서신 비밀의 보장
  - 제27조 소유권의 보장
  - 제28조 종교의 자유
  - 제29조 언론·출판·집회·결사의 자유
  - 제30조 청원권
  - 제31조 전시 또는 국가사변 시의 천황대권의 제약 금지
- 제3장 제국의회
  - 제33조 양원의 구성
  - 제34조 귀족원
  - 제35조 중의원
- 제4장 국무대신 및 추밀고문
- 제5장 사법
- 제6장 회계
- 제7장 보칙
  - 제73조 헌법개정
  - 제74조 황실전범의 개정

## 주요 내용

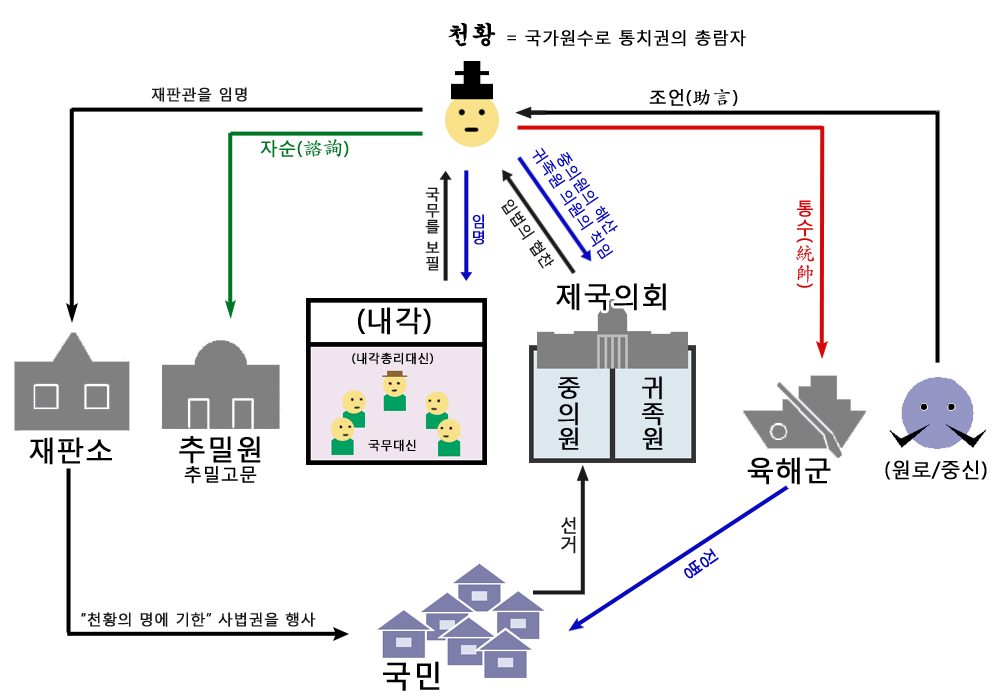
대일본제국 헌법 하의 통치기구도. 괄호 내의 기구는 헌법에는 규정이 없다.

일본제국 헌법은 입헌주의의 요소와 국체의 요소를 함께 가지는 흠정헌법으로, 입헌주의에 의한 의회제도가 규정되어 있지만, 국체에 의해 의회의 권한은 제한되었다. 헌법 개정 이후, 헌법학자들은 이를 외견적 입헌주의, 왕권신수설적이라고 평했다.
왕정 국체의 요소는 이후 일본 군부에 의해 더욱 경도 되어 군국주의의 근거로 작용하였다.

### 입헌주의의 요소
- 언론의 자유·결사의 자유 등의 신민의 권리가 법률에 유보 조항을 두고 보장되어 있는 것(제2장).

이러한 권리는 천황이 신민에게 하사한 ‘은혜적 권리’로 파악되었다. 일본국 헌법에서는 이들 권리를 영구불가침의 ‘기본적 인권’으로 구성한다. 또한 권리를 제한할 수 있는 근거로 ‘법률이 정하는 경우’나 ‘법률의 범위 내에서’ 등의 소위 유보조항, 또는 안녕질서를 두었다. 이는 기본적 인권의 제약을 ‘공공의 복지’에서 추구하는 일본국 헌법과는 다르다. 그러나 이러한 보장이 헌법전에서 명문으로 보장된다는 점에서 의의를 가지며, 당시에는 선진적이었다는 평가가 있다.
- 입법권은 제국의회, 행정권은 국무대신, 사법권은 재판소에 부여하여 권력분립의 모양을 갖춘 것.
- 제국의회를 개설하고, 중의원은 선거를 통해 선출되는 것(제3장).
- 제국의회는 법률의 협찬(동의)권을 가지며, 신민의 권리나 의무 등 법률의 유보가 있는 사항은 제국의회의 동의가 없이는 개정할 수 없었다. 또한 제국의회는 예산 협찬권을 가지며, 예산을 심의하고 감독한다.
- 천황이 행위에 국무대신의 보필을 필요로 하는 체제(대신책임제 또는 대신조언제)를 규정한 것(제4장).

내각이나 내각총리대신에 관한 규정은 헌법이 아니라 내각관제에서 규정하였다. 내각총리대신은 국무대신의 수반이지만, 국무대신과 대등한 지위였다. 국무대신에 대한 임면권이나 지휘 감독권이 없었으므로 명문상의 권한은 약하지만, 기무주선권(천황에게 재가를 주청하는 권한과 재가를 선하(宣下)하는 권한)과 국무대신의 주천권(천황에게 임명을 주청하는 권한)을 가졌다.
- 사법권의 독립을 확립한 것.

사법권은 천황이 재판소에 위임하는 형태를 취했고, 이는 사법권의 독립을 의미한다. 또한 유럽 대륙의 사법제도를 채용하여, 행정소송은 사법재판소가 아니라 행정재판소가 관할하였다.

### 국체의 요소
- ‘천양무궁의 굉모’(어고문)로 불리는 황조황종의 의사를 받아, 천황이 계승한 ‘국가통치의 대권’(상유)에 근거하여, 천황을 국가원수이자 통치권을 총람하는 지위로 규정하였다. 천황이 일본을 통치하는 이 체제를 국체라고 한다.
- 일본 천황이 천황대권으로 불리는 광범위한 권한을 갖는다.

특히, 명령의 제정(제9조)이나 조약의 체결(제13조)에서 의회의 제약을 받지 않는 경우는 다른 입헌군주국에는 유례가 없는 일이다. 다만 천황의 권한이라도 단독으로 권한을 행사하는 일은 드물며, 내각(내각총리대신)이 천황의 양해를 얻어 권한을 행사하는 경우가 일반적이었다.
- 제국의회가 입법기관이 아니라, 천황의 입법

- 제국의회의 하나로 칙임된 의원으로 구성되는 귀족원을 두고, 중의원과 거의 동등한 권한을 부여한 것.
- 의회 이외에 추밀원 등이 내각에 간섭하는 것.

이 외에도 원로, 중신회의, 어전회의 등의 법령에 규정되지 않은 기관이 여럿 있었다.
- 통수권을 독립시켜 육해군은 의회에 대해 일체의 책임을 지지 않는 것.

통수권은 관습법적으로 군부의 전권이 되었으며, 문민통제의 개념이 결여되어 있었다. 이는 이후 군부가 천황의 직접 통수를 주장하며 만주사변 등에서 정부의 결정을 무시하는 계기가 되었고, 결국 군국주의로의 근거로 작용하게 되었다.
- 황실자율주의를 채택하여 황실전범 등의 중요한 헌법적 규율이 헌법에서 분리되어 의회의 통제를 받지 않는 것.

궁중(황실, 궁내성, 내대신부 등)과 정부가 분리되었으며, 서로 간섭하지 않는 관계가 되었다. 다만 궁중의 사무를 담당하는 내대신이 내각총리대신의 인선에 영향을 미치는 등 정치적으로 큰 역할을 맡는 경우가 있었고, 종종 궁중에서 정부로의 선을 넘는 경우도 있었다.

## 사진

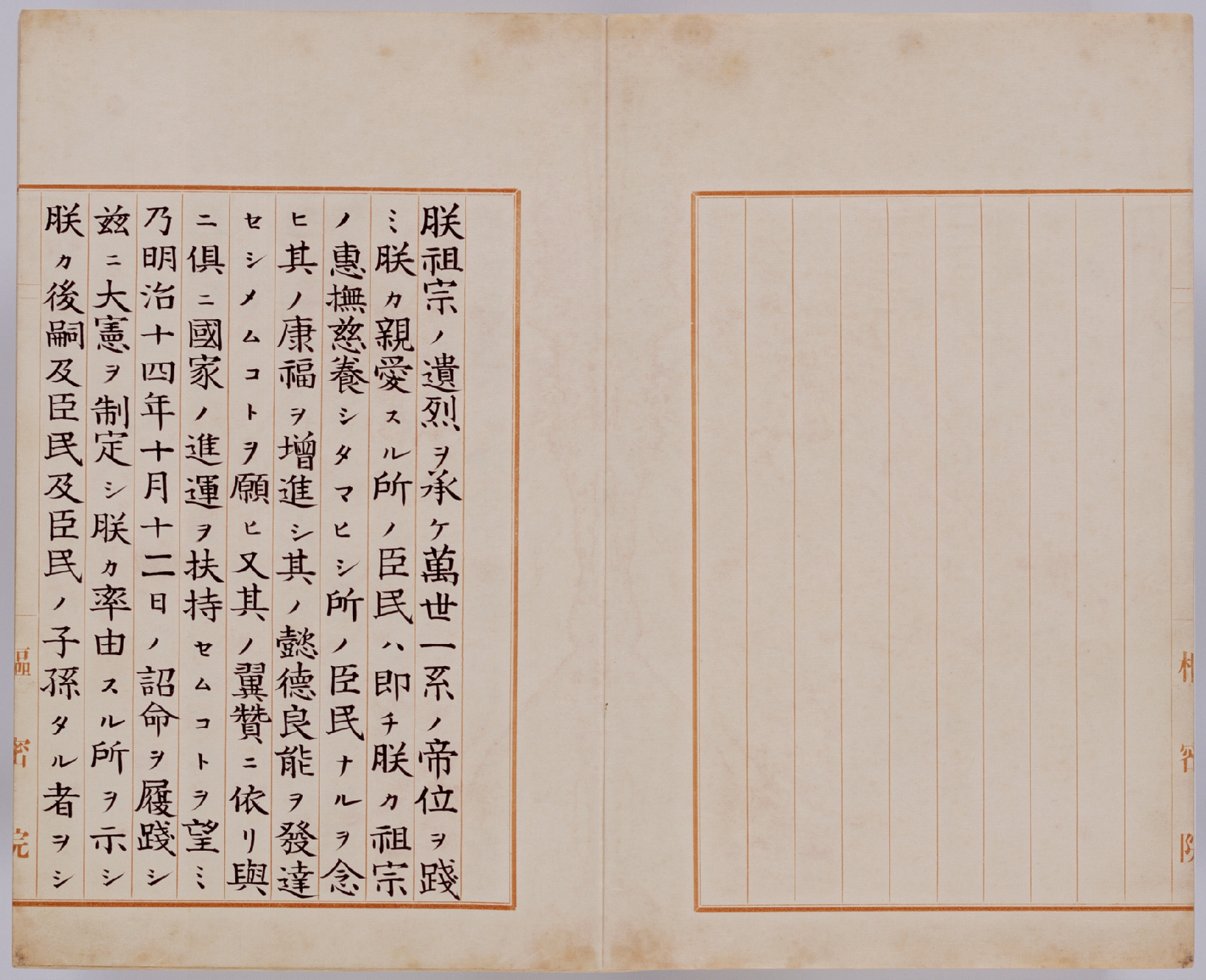
일본제국 헌법 상유(上諭) (1)
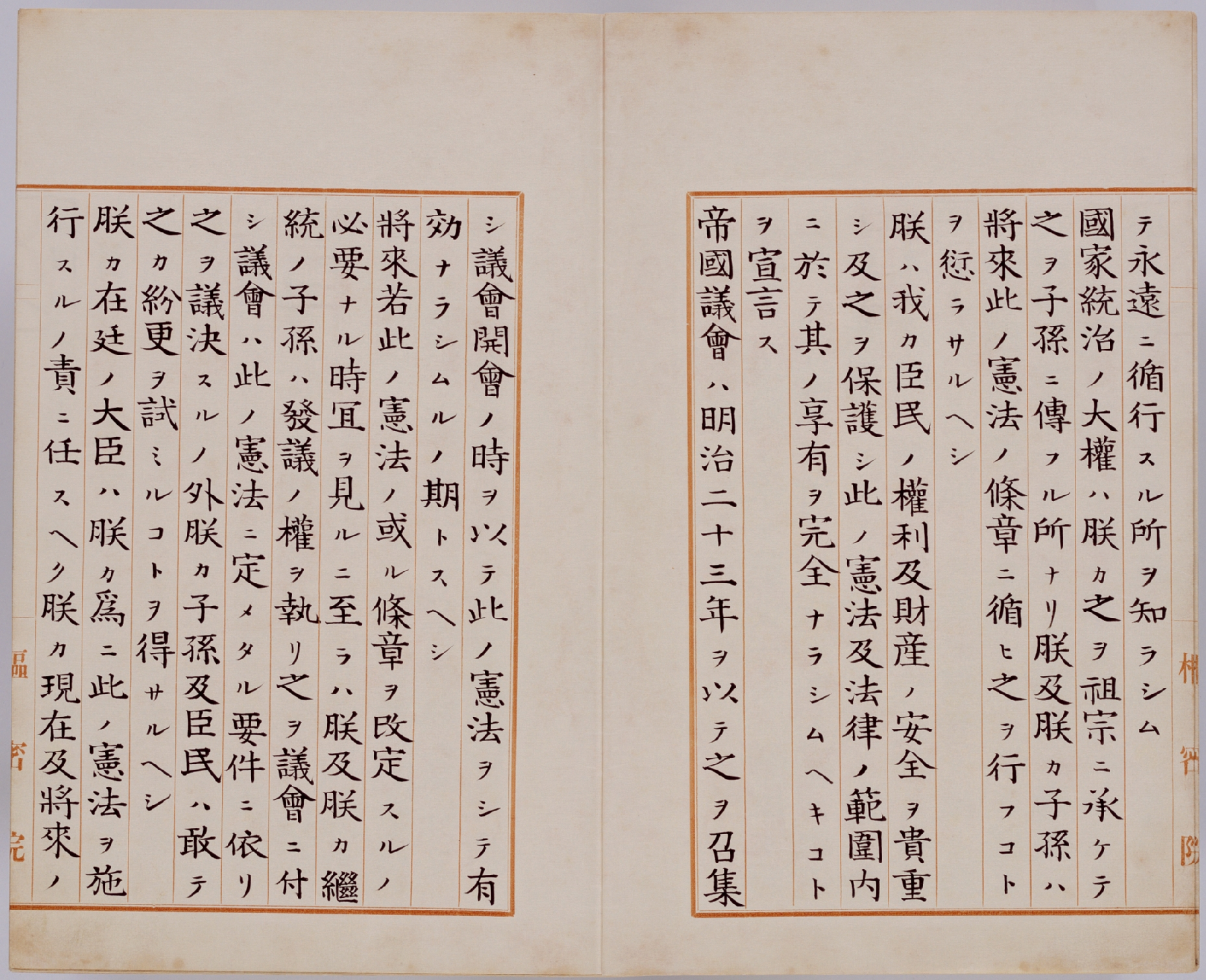
일본제국 헌법 상유(上諭) (2)
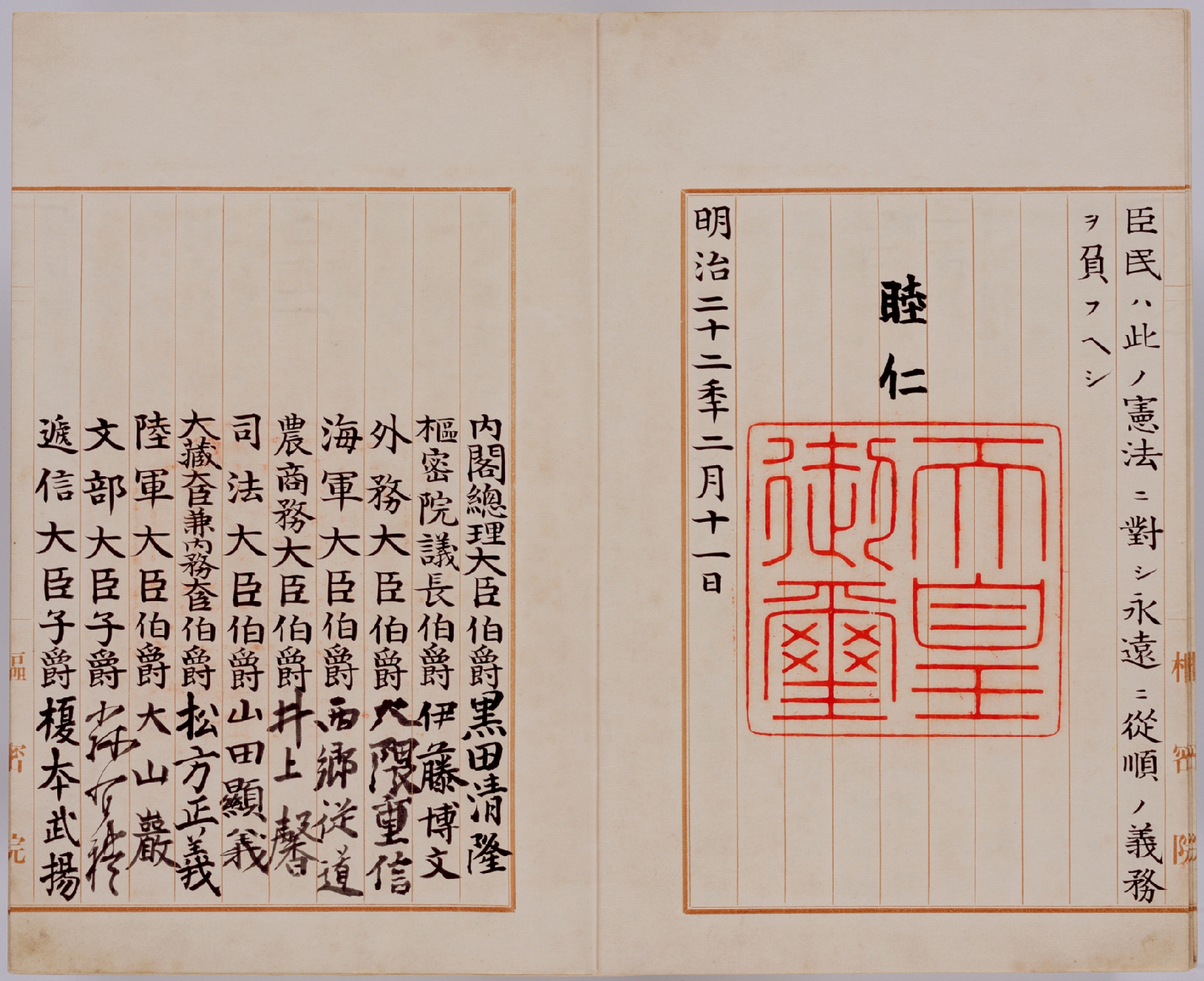
일본제국 헌법 어명어새와 대신의 부서
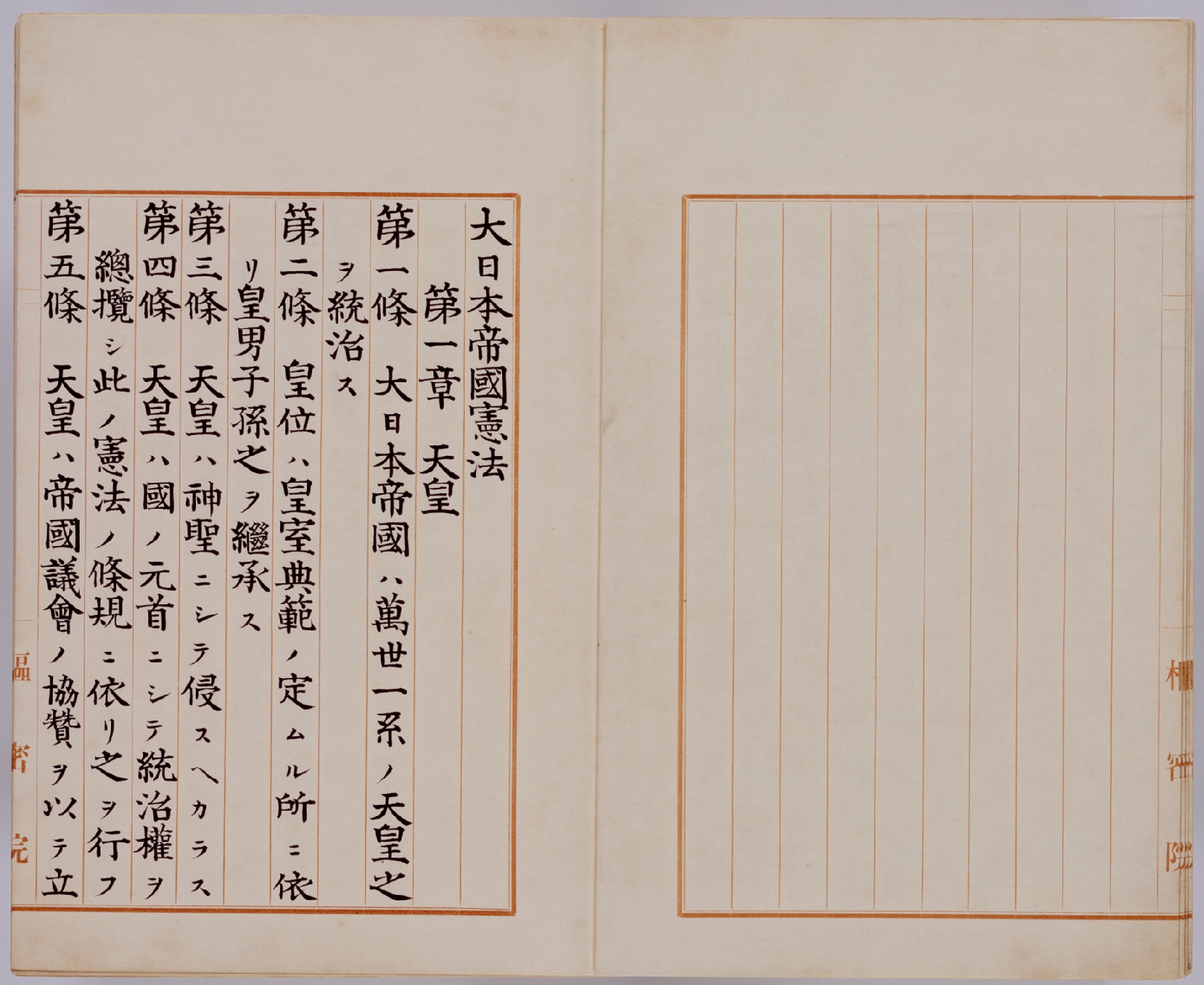
일본제국 헌법 본문
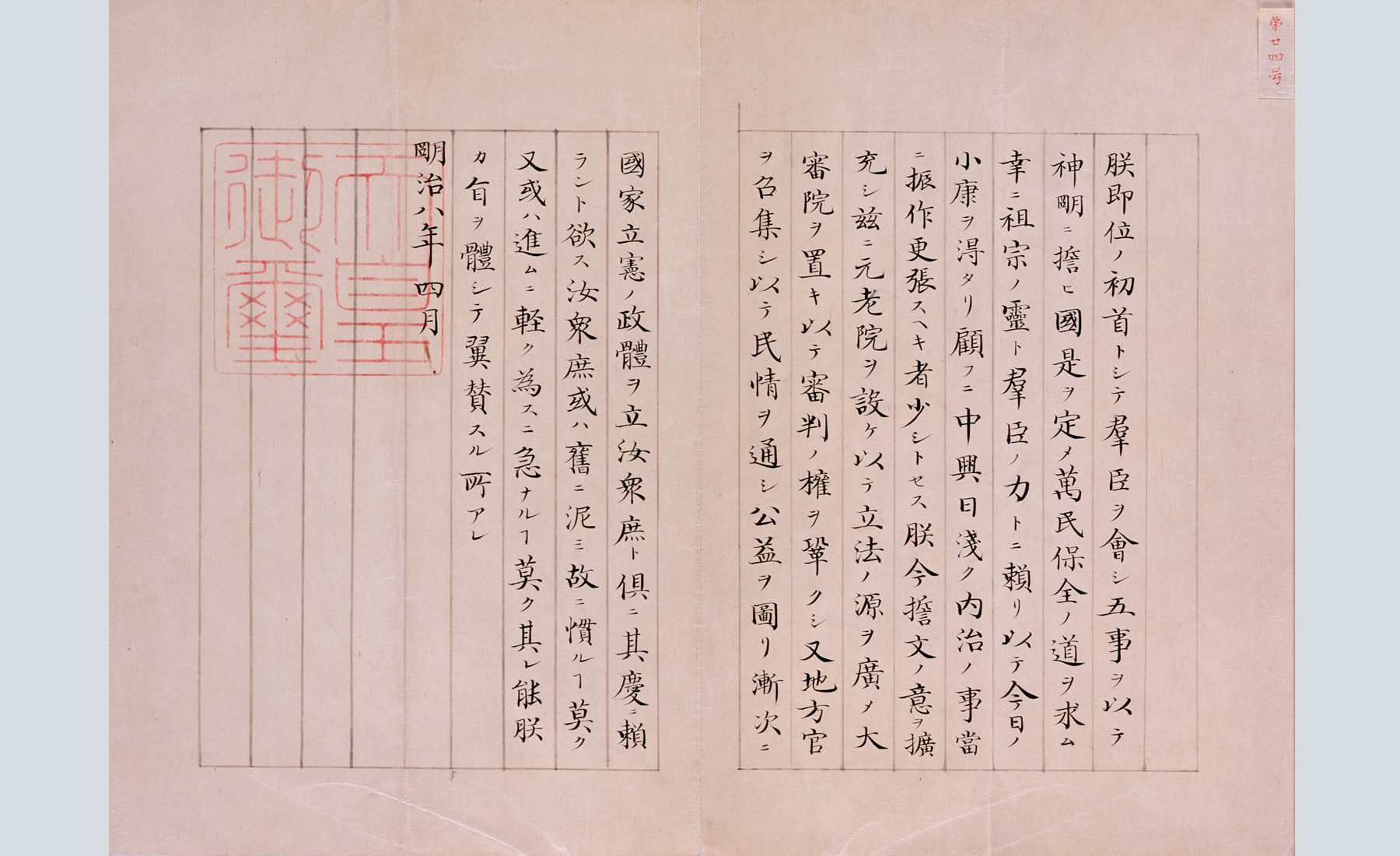
입헌정체의 칙유
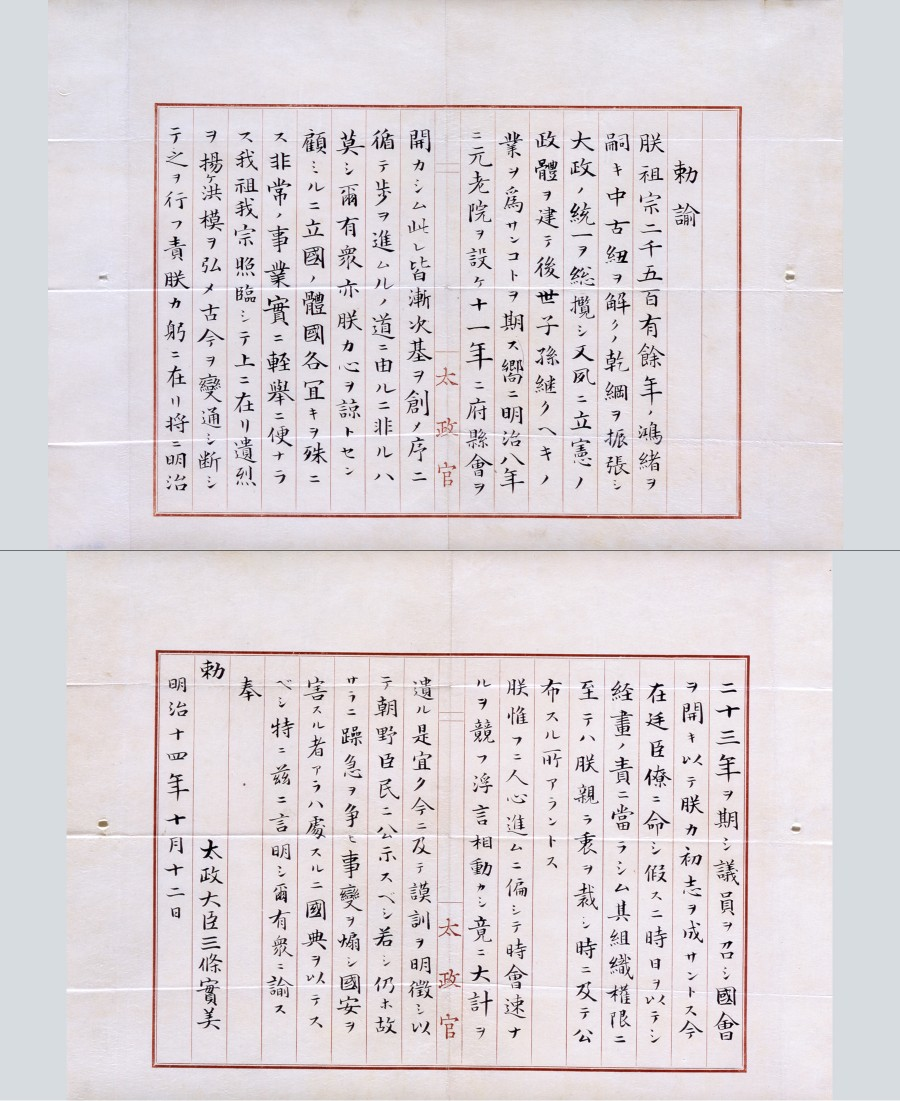
국회개설의 칙유